# Боргето Сан Николо (Империја)
Боргето Сан Николо је насеље у Италији у округу Империја, региону Лигурија.
Према процени из 2011. у насељу је живело 341 становника. Насеље се налази на надморској висини од 121 м.